# 數位遊樂場

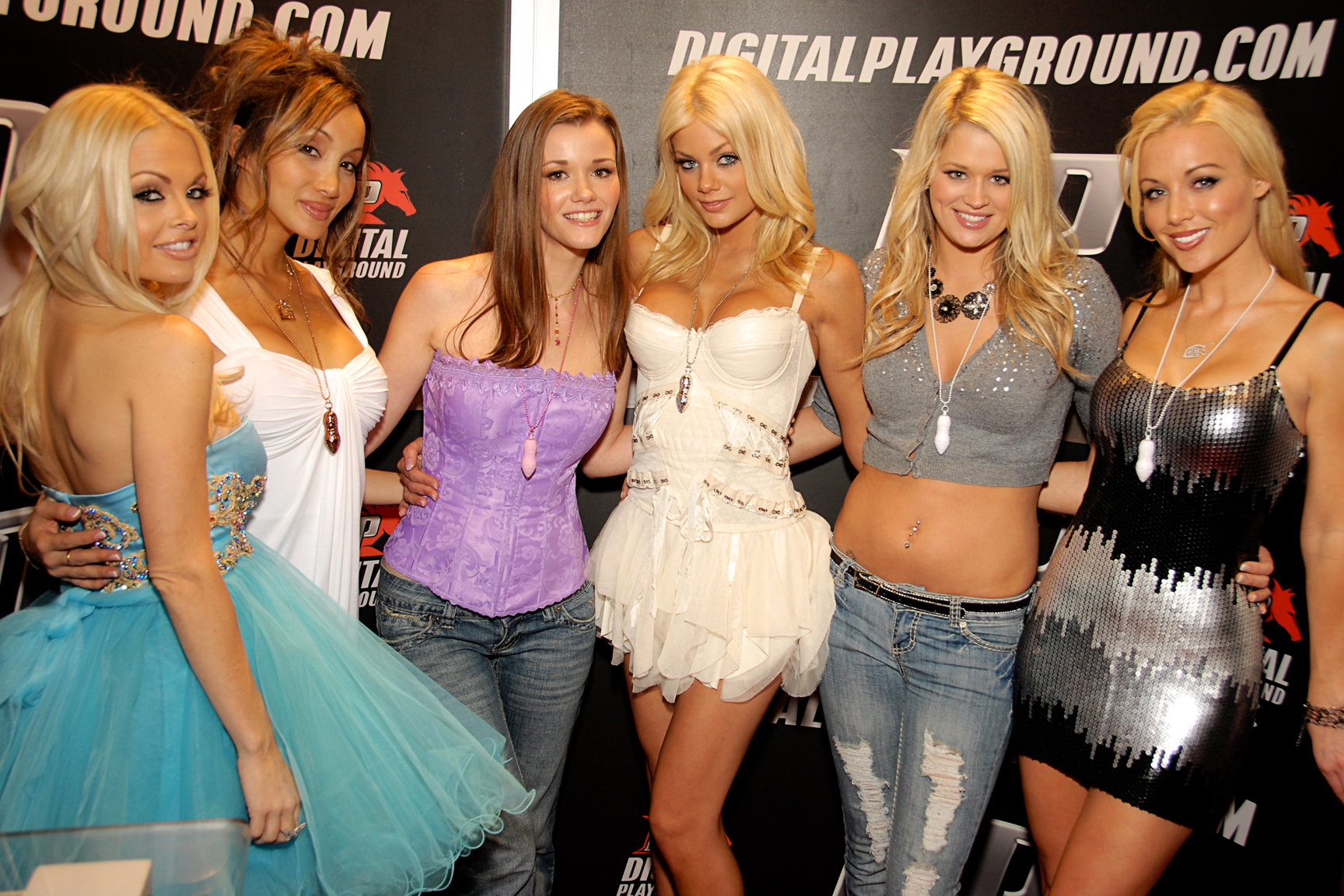
2010年成人影帶新聞獎，部分数位游乐场公司女演员的合影

數位遊樂場（英語：Digital Playground Inc.）是一家成立于加利福尼亚洛杉矶范奈司市的色情電影公司。2006年时路透社曾形容该公司为美国色情片行业最有实力的公司之一。

## 历史
1993年成人影片导演约恩（Joone）成立了DP公司，最初是制作转载在CD-ROM上的成人电脑游戏。随着相关法律的改变，色情行业逐渐从地下事业变得合法起来。DP公司的创举是使得色情信息可以通过个人电脑来获取。2003年DP开始研究用于电脑的全息显示技术，希望能起到让色情演员进入到观众的起居室内的效果。2005年DP开始拍摄高清的色情电影，在HD DVD和蓝光DVD的竞争中DP选择了后者。
目前，数位游乐场旗下拥有杰西·簡、凯登·克罗斯、史托雅、雷丽·斯蒂尔等著名成人女星。

## 獎項
- 2001 成人影帶新聞獎 – 最佳互動式DVD － Virtual Sex With Tera Patrick[8]
- 2002 夜遊成人娛樂獎（英语：Nightmoves Entertainment Award） – 最佳成人製作公司
- 2002 成人影帶新聞獎 – 最佳互動式DVD － Virtual Sex with Devon[8]
- 2002 成人影帶新聞獎 – 年度最熱門出租影片 － Island Fever[8]
- 2003 成人影帶新聞獎 – 最佳互動式DVD － Virtual Sex with Janine[8]
- 2004 夜遊成人娛樂獎（英语：Nightmoves Entertainment Award） – 最佳成人製作公司
- 2005 成人影帶新聞獎 – 最佳瘋狂性交系列 － Jack's Playground（英语：Jack's Playground）[8]
- 2005 夜遊成人娛樂獎（英语：Nightmoves Entertainment Award） – 最佳成人製作公司
- 2005 夜遊成人娛樂獎（英语：Nightmoves Entertainment Award） – 優先選擇獎 － 加勒比女海盜
- 2006 成人影帶新聞獎 – 最佳DVD － 加勒比女海盜[8]
- 2006 成人影帶新聞獎 – 最佳影片劇情 － 加勒比女海盜[8]
- 2007 夜遊成人娛樂獎（英语：Nightmoves Entertainment Award） – 最佳成人製作公司
- 2007 成人影帶新聞獎 – 最佳POV（英语：Point of view pornography）性愛 － Jack's POV[8]
- 2007 成人影帶新聞獎 – 年度最熱門出租影片 － 加勒比女海盜[8]
- 2007 成人影帶新聞獎 – 年度最暢銷影片 － 加勒比女海盜[8]
- 2007 成人影帶新聞獎 – 最佳小作品 － Jack's Playground（英语：Jack's Playground）[8]
- 2008 夜遊成人娛樂獎（英语：Nightmoves Entertainment Award） – 最佳成人製作公司
- 2008 夜遊成人娛樂獎（英语：Nightmoves Entertainment Award） – 最佳劇情製作啦啦隊
- 2008 成人影帶新聞獎 – 最特殊性愛 － Jack's Leg Show[9]
- 2008 成人影帶新聞獎 – 最佳小作品 － 兼職保姆（英语：Babysitters (film)）[9]
- 2008 成人影帶新聞獎 – 年度最暢銷影片（2007） － 加勒比女海盜[9]
- 2009 夜遊成人娛樂獎（英语：Nightmoves Entertainment Award） –最佳成人電影 － 加勒比女海盜2：斯塔涅蒂的報復
- 2009 成人影帶新聞獎 – 最佳高清製作 － 加勒比女海盜2：斯塔涅蒂的報復[10]
- 2009 成人影帶新聞獎 – 最佳POV（英语：Point of view pornography）發行 － Jack's POV 9[10]
- 2009 成人影帶新聞獎 – 年度最熱門出租、最暢銷影片 － 啦啦隊[10]
- 2009 成人影帶新聞獎 –最佳影片劇情 － 加勒比女海盜2：斯塔涅蒂的報復[10]
- 2009 成人影帶新聞獎 – 最佳小作品 － 啦啦隊[10]
- 2010 夜遊成人娛樂獎（英语：Nightmoves Entertainment Award） – 最佳成人製作公司
- 2012 成人產業獎（英语：XBIZ Award） - 年度最佳模仿秀（戲劇） － Top Guns[11]
- 2012 成人產業獎（英语：XBIZ Award） - 年度全女性發行 － Cherry[11]
- 2012 成人產業獎（英语：XBIZ Award） - 最佳特效 － Top Guns[11]
- 2012 成人產業獎（英语：XBIZ Award） - 最佳剪輯 － Fighters[11]